# 沢田哲郎
沢田 哲郎（さわだ てつろう、1935年（昭和10年）11月5日 - 1998年（平成10年）1月16日）は、日本の昭和・平成期の絵師、版画家。

## 経歴・人物
- 1935年 - 北海道小樽市に生まれる。
- 1954年 - 札幌西高卒業。
- 1955年 - 自由美術展に初出品、以後出品。
- 1957年 - 武蔵野美術学校・第二本科西洋画専攻入学。
- 1960年 - 自由美術協会会員。東京銀座・村松画廊で個展。
- 1962年 - 上野憲男、沢田哲郎二人展。
- 1963年 - 小松清、沢田哲郎、芹田英治、高橋由明四人展。
- 1967年 - サンパウロ・ガレリア セッタで個展。
- 1969年 - サンパウロで楠野友繁と二人展（ブラジル日本文化協会）開催。
- 1971年 - リオデジャネイロ・ガレリア　コパカバーナパレスで個展開催。
- 1972年 - 第15回　安井賞展出品。
- 1974年 - 日本橋三越で個展。版画制作（シルクスクリーン）を本格化。
- 1977年 - 「新技法シリーズ（油絵の制作）抽象画を描く」（美術出版）刊行。
- 1978年 - サンパウロ・ギャラリーデアルテアンドレで個展。
- 1980年 - 第5回ノルウェー国際版画ビエンナーレ・審査員賞受賞。
- 1981年 - 東京トールマンギャラリーで個展。
- 1982年 - ホノルル・キュレーター　ギャラリーで個展。
- 1983年 - モントリオール・フランソワギャラリーで個展。沖縄・神田画廊で個展。
- 1985年 - ロンドン・インターナショナルコンテンポラリーギャラリーで個展。
- 1986年 - 自由美術協会脱会。シアトルアメリカンアートギャラリーほかアメリカ各地での個展開催。
- 1987年 - 版画集“SCAPES”刊行。ピッツバーグ・ブラックウッドギャラリーで個展。
- 1988年 - カルフォルニア・ジャストルッキングギャラリーほかアメリカ各地で個展開催。
- 1989年 - 沢田哲郎作品集“SKY SCAPE”（阿部出版）刊行。
- 1994年 - 「札幌アバンギャルドの潮流展」（札幌近代美術館）出品。
- 1997年 - 銀座・和光ホール沢田哲郎展「色彩と光の調和」
- 1998年 - 死去。